# Buritirana (Palmas)
Buritirana é um distrito do município brasileiro de Palmas, capital do estado do Tocantins. Segundo o censo demográfico de 2022, realizado pelo Instituto Brasileiro de Geografia e Estatística (IBGE), sua população era de 1 601 habitantes e havia 569 domicílios particulares permanentes ocupados.
De acordo com o IBGE, em 2010 a população era de 1 548 habitantes e havia 539 domicílios particulares.
Foi criado pela lei nº 39 de 16 de março de 1990, com o nome de Boa Vista do Tocantins. Passou a se chamar Buritirana pela lei nº 544, de 19 de dezembro de 1995.